# Mai Lâm (phường)
Mai Lâm là một phường thuộc thị xã Nghi Sơn, tỉnh Thanh Hóa, Việt Nam.

## Địa lý
Phường Mai Lâm nằm ở phía nam thị xã Nghi Sơn, cách trung tâm thị xã 15km, có vị trí địa lý:
- Phía đông giáp Biển Đông
- Phía tây giáp các xã Tùng Lâm, Tân Trường, Trường Lâm
- Phía nam giáp phường Hải Thượng
- Phía bắc giáp các phường Tĩnh Hải, Trúc Lâm.

Phường Mai Lâm có diện tích tự nhiên 22,76 km², quy mô dân số năm 2022 là 10.020 người, mật độ dân số đạt 440 người/km². Dân cư sinh sống tại Mai Lâm chủ yếu là người Kinh.

## Lịch sử
Trước đây, Mai Lâm là một xã thuộc huyện Tĩnh Gia.
Năm 2018, xã Mai Lâm có 11 thôn. Ngày 11 tháng 7 cùng năm, Hội đồng nhân dân tỉnh Thanh Hóa khóa XVII thông qua Nghị quyết về việc sắp xếp thôn, tổ dân phố trên địa bàn tỉnh. Theo đó:
- Nhập một phần thôn Hữu Tài vào thôn Hải Lâm
- Nhập thôn Hữu Nam vào phần còn lại của thôn Hữu Tài
- Nhập một phần thôn Hữu Đức vào thôn Hữu Nhân
- Nhập thôn Hữu Đạo với phần còn lại của thôn Hữu Đức thành thôn Hữu Lại
- Nhập các thôn Bản Cát, Đại Đồng với một phần thôn Sơn Phú thành thôn Kim Phú
- Nhập thôn Tháp Sơn với phần còn lại của thôn Sơn Phú thành thôn Kim Sơn.

Sau sắp xếp, xã Mai Lâm còn 7 thôn.
Ngày 22 tháng 4 năm 2020, Ủy ban Thường vụ Quốc hội ban hành Nghị quyết số 933/NQ-UBTVQH14 về việc thành lập thị xã Nghi Sơn và các phường thuộc thị xã Nghi Sơn (nghị quyết có hiệu lực từ ngày 1 tháng 6 năm 2020). Theo đó, chuyển huyện Tĩnh Gia thành thị xã Nghi Sơn và thành lập phường Mai Lâm trên cơ sở toàn bộ 17,80 km² diện tích tự nhiên và 10.985 người của xã Mai Lâm. Phường Mai Lâm có 7 tổ dân phố.
Ngày 24 tháng 10 năm 2024, Ủy ban Thường vụ Quốc hội thông qua Nghị quyết số 1238/NQ-UBTVQH15 (có hiệu lực từ ngày 1 tháng 1 năm 2025); trong đó có việc giải thể xã Hải Yến và điều chỉnh mở rộng phường Mai Lâm do dự án Nhà máy lọc hóa dầu Nghi Sơn. Cụ thể, phường Mai Lâm tiếp nhận:
- 3,23 km² diện tích của xã Hải Yến (cũ) nằm trong Nhà máy
- 1,09 km² diện tích của tổ dân phố Trung Sơn, phường Tĩnh Hải nằm trong Nhà máy
- 0,64 km² diện tích của tổ dân phố Trung Sơn, phường Tĩnh Hải ở phía nam và phía tây Nhà máy.[10]

Sau khi sắp xếp, phường Mai Lâm có diện tích 22,76 km² như hiện nay.

## Hành chính
Phường Mai Lâm được chia thành 7 tổ dân phố: Hải Lâm, Hữu Lại, Hữu Nhân, Hữu Tài, Kim Phú, Kim Sơn.